# Zentralfriedhof (Quedlinburg)
Der Zentralfriedhof ist ein Friedhof der Stadt Quedlinburg in Sachsen-Anhalt.

## Lage
Das Friedhofsgelände befindet sich südöstlich der Quedlinburger Innenstadt an der Adresse Badeborner Weg 15. Der Friedhof ist im Quedlinburger Denkmalverzeichnis eingetragen.

## Architektur und Geschichte
Der Quedlinburger Zentralfriedhof wurde nach Plänen des Breslauer Gartenarchitekten Hans Pietzner angelegt und 1904 eröffnet. Die Anlage des Friedhofs orientierte sich an den weitläufigen Landschaftsparks des 19. Jahrhunderts. Vom Haupteingangstor führt eine Allee zur Friedhofskapelle, die ebenfalls auf einem Entwurf Pitzners beruht. Die Kapelle wurde im Jugendstil errichtet und verfügt über neoromanische Formen.
In der Nähe des Haupteingangs des Friedhofs befindet sich ein Baldachin, der den Eingangsbereich aufwerten sollte.
An der Ostseite der Kapelle befindet sich ein Soldatenfriedhof. Auf ihm befindet sich zur Erinnerung an die Gefallenen des Ersten Weltkriegs ein Kriegerdenkmal. Das Denkmal entstand 1917/18 durch den Bildhauer C.E. Poirier nach einem Entwurf des Architekten C.E. Seigneur. Die Bauarbeiten begannen im Frühjahr 1917. Das Denkmal verfügt über eine Ädikula mit Relief und Inschriften. Umgeben von einem Kreuzfeld sind auf der Rückseite die Namen von Gefallenen aufgeführt. Insgesamt sind 559 Kriegstote hier bestattet. Hiervon handelte es sich bei 147 Personen um deutsche Soldaten, die zwischen dem 21. November 1914 und dem 14. Juli 1919 im Quedlinburger Lazarett verstarben waren. Ab März 1917 wurden für die Toten Steinkreuze errichtet. Auf dem Friedhof wurden auch verstorbene Insassen des Kriegsgefangenenlagers Quedlinburg beerdigt. Im Lager waren zwischen dem 25. September 1914 und dem 26. Februar 1920 700 Kriegsgefangene verstorben, darunter 412 Russen, 155 Franzosen, 101 Briten sowie 32 Italiener. Für die verstorbenen Kriegsgefangenen waren zunächst Holzkreuze gesetzt worden, die durch die Gefangenen angefertigt wurden. Sie hatten auch die Kriegsgefangenengräber zu pflegen. Die Finanzierung des Denkmals erfolgte durch Spenden seitens der Kriegsgefangenen. Die Einweihung des Denkmals fand am 30. Juni 1918 statt. Zur Feierlichkeit hatte der Lagerkommandant eingeladen. Es erschienen Vertreter der Stadt Quedlinburg und des örtlichen Militärs. Der Quedlinburger Bürgermeister Ernst Bansi hielt eine Ansprache und übernahm das Denkmal in die Verantwortung der Stadt.
Während die Franzosen, Briten und Italiener später exhumiert wurden, blieben die Deutschen und Russen hier beigesetzt. Die erste Beerdigung erfolgte für einen für Frankreich kämpfenden, aus Nordafrika stammenden Korporal der Infanterie. Im Jahr 2014 wurde das Denkmal saniert.
Auf dem Friedhof befinden sich diverse künstlerisch anspruchsvolle Grabmale. Insbesondere ist der Friedhof Begräbnisort für viele Familien und Personen, die für die Quedlinburger Stadtgeschichte von Bedeutung sind. So ist hier der Bürgermeister Severin beigesetzt. Zu erwähnen sind auch die Familiengräber der Familien Brauns, Krüger, Sachs, Tettenborn, Wegner und Weller. Darüber hinaus wurde Zimmermeister Hammer auf dem Zentralfriedhof beerdigt.

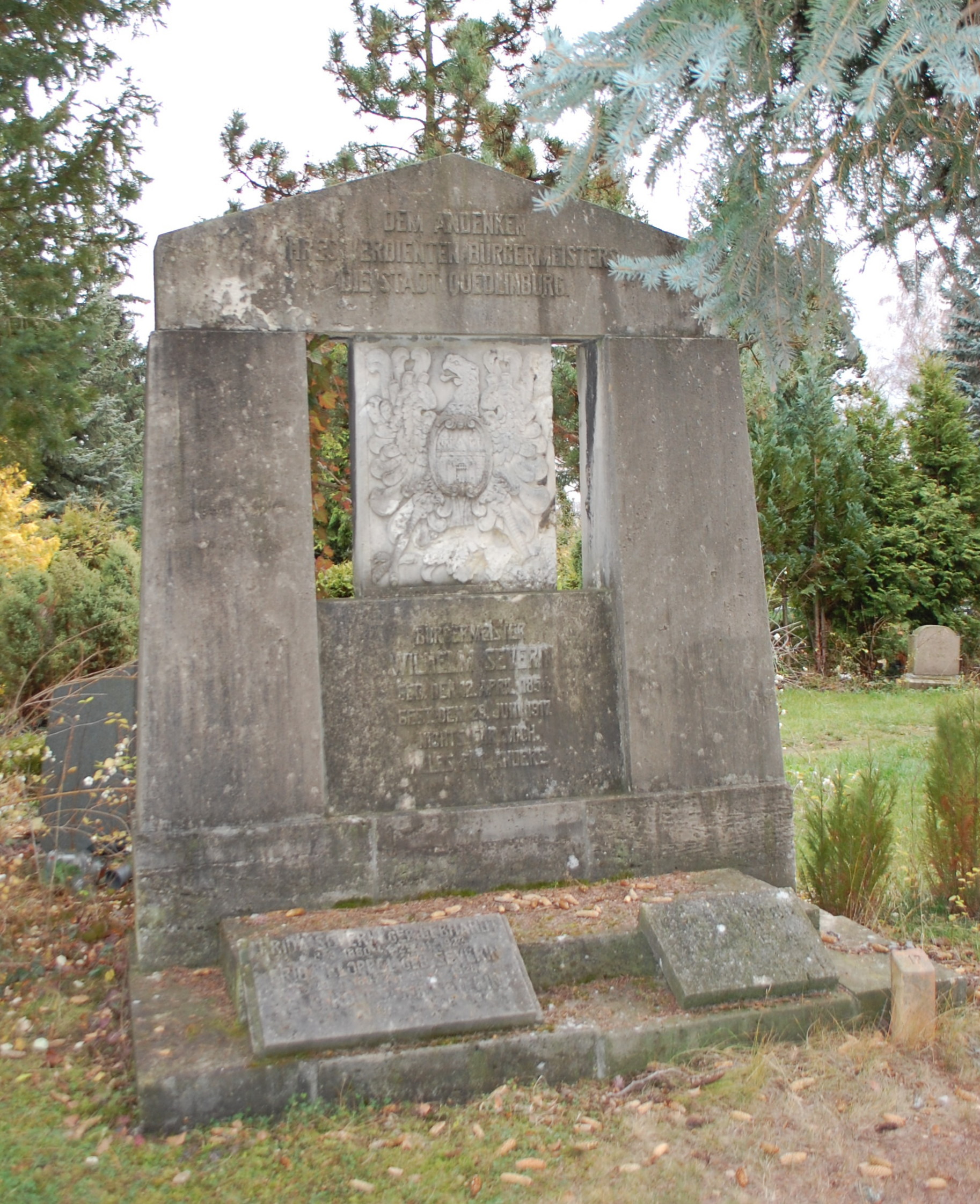
Grab des Bürgermeisters Severin
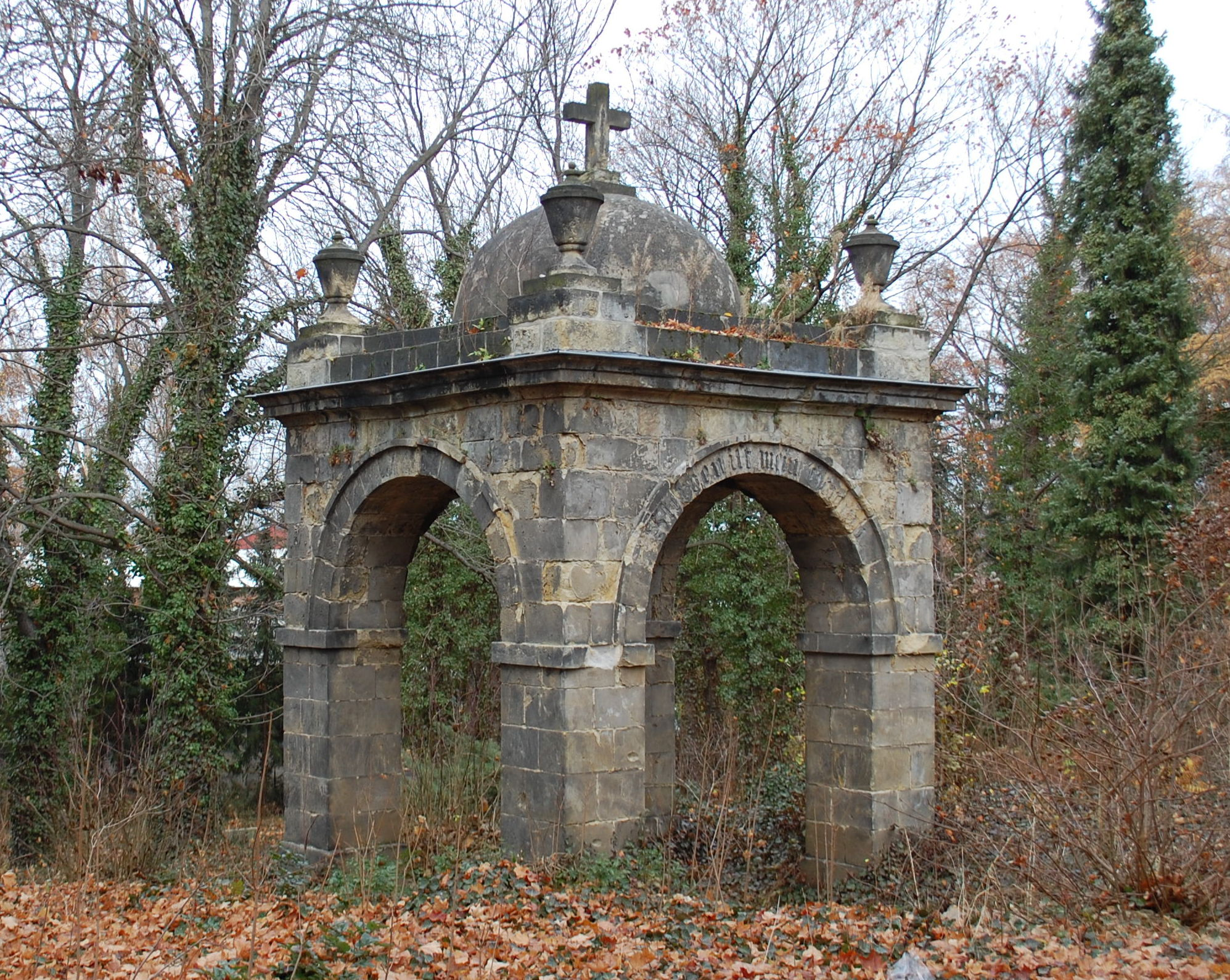
Baldachin, 2012
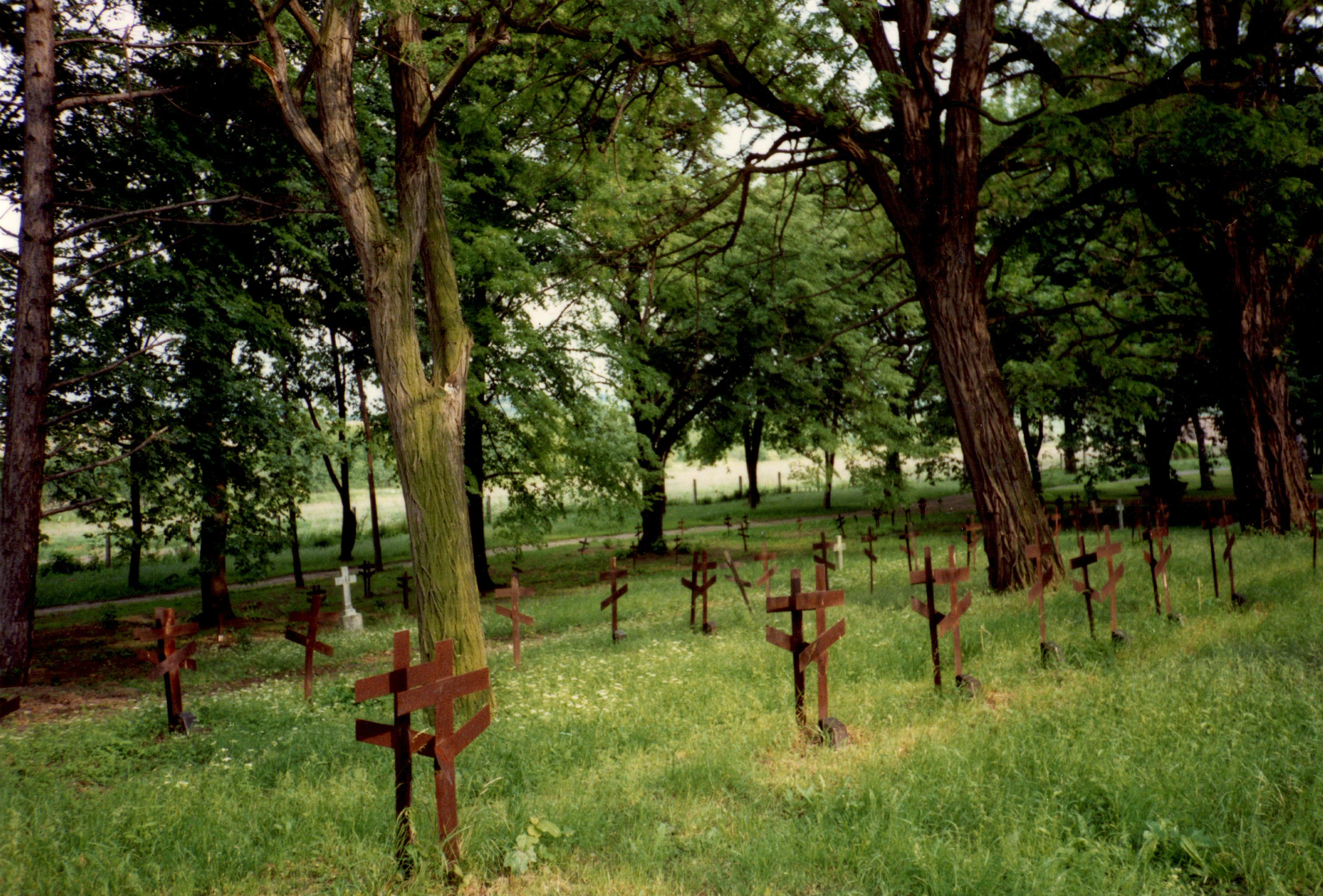
Grabkreuze Kriegsgefangene 1914–1918, 1992